# Pointe de Langevin
La pointe de Langevin est un cap de l'île de La Réunion, dans l'océan Indien. Situé sur le territoire communal de Saint-Joseph, le long de la côte sud-est, dans le Sud sauvage, il marque le point le plus méridional de ce territoire ainsi que de la France départementale et de l'Union européenne, La Réunion étant à la fois un département et région d'outre-mer français et une région ultrapériphérique de l'UE.